# Muriel Grossmann
Muriel Grossmann (* 1971 in Paris) ist eine österreichische Jazzmusikerin (Alt-, Sopran- und Tenorsaxophon, Komposition).

## Leben und Wirken
Grossmann wurde in Paris als Tochter österreichischer Eltern geboren. Sie wuchs in Wien auf, wo sie Flöte lernte. Sie studierte Tiermedizin, bevor sie Musikerin wurde. Mit Anfang zwanzig wechselte sie zum Saxophon und spielte zunächst mit Musikern wie Hans Tschiritsch, Shani Ben Canar, Christof Kurzmann, Geri Schuller und Robert Rehak in Funk-, Soul-, Blues- und Weltmusik-Formationen. 2002 zog sie nach Barcelona, bevor sie sich 2004 auf Ibiza niederließ.
Grossmann produzierte und veröffentlichte dort seit 2007 Alben auf ihrem eigenen Label. 2018 zeigte Dmitri Kalinin Interesse, Grossmanns Musik auf seinem Label RRGems als Langspielplatte herauszubringen; die beiden Doppel-LPs Golden Rule und Reverence mit neuer Bildästhetik und audiophiler Tonqualität vergrößerten das Interesse an Grossmann international. Gilles Peterson feierte sie groß in seinen Radiosendungen; seitdem gilt sie als Exponentin des Spiritual Jazz. Bisher veröffentlichte sie mehr als zwanzig Alben mit Titeln wie Earth Tones, Natural Time, Birth of the Mystery oder Universal Code. Sie trat in zahlreichen Ländern Europas und bei diversen Festivals auf.